# Kirikumäe
Koordinaten: 57° 41′ N, 27° 15′ O
Kirikumäe (Võro Kerigumäe) ist ein Dorf (estnisch küla) in der estnischen Landgemeinde Võru (bis 2017 Vastseliina) im Kreis Võru. Das Dorf liegt 95 Kilometer von der zweitgrößten estnischen Stadt Tartu entfernt.
Kirikumäe (zu deutsch Kirchberg) hat 12 Einwohner (Stand 2000). Im Dorf gibt es ein Wandererhaus als Unterkunft für Touristen.
Die bewaldete Region rund um den 61,4 Hektar großen Kirikumäe-See und das umgebende Moor von Järvesuu sind als Landschaftsschutzgebiet (Kirikumäe maastikukaitseala) ausgewiesen.